# Hälledammen, Bohuslän
Hälledammen är en sjö i Tanums kommun i Bohuslän och ingår i Enningdalsälvens huvudavrinningsområde.